# Michael Beale
Michael Beale (Bromley, 4 settembre 1980) è un allenatore di calcio inglese.

## Carriera
Ha iniziato ad allenare nei settori giovanili di Chelsea e Liverpool, diventando nel gennaio del 2017 il vice di Rogério Ceni al San Paolo e lasciando l'incarico nel successivo mese di luglio. Dopo essere ritornato al Liverpool, il 4 maggio 2018, assieme a Steven Gerrard, conosciuto nella precedente esperienza con i Reds, si trasferisce ai Rangers, con cui vince uno Scudetto. L'11 novembre 2021 passa all'Aston Villa, sempre come secondo di Gerrard, lasciando la posizione il 1º giugno 2022 per diventare il tecnico del QPR, con cui firma un triennale.
Il 28 novembre seguente viene nominato allenatore dei Rangers, sostituendo l'esonerato Giovanni van Bronckhorst e facendo così ritorno al club di Glasgow dopo un anno. Viene esonerato il 2 ottobre 2023, dopo un negativo inizio di stagione. Il 18 dicembre diventa il nuovo tecnico del Sunderland, che lo solleva dall'incarico il 19 febbraio 2024.

## Statistiche
Statistiche aggiornate al 19 febbraio 2024. In grassetto le competizioni vinte.
| Stagione            | Squadra         | Campionato      | Campionato | Campionato | Campionato | Campionato | Coppe nazionali | Coppe nazionali | Coppe nazionali | Coppe nazionali | Coppe nazionali | Coppe continentali | Coppe continentali | Coppe continentali | Coppe continentali | Coppe continentali | Altre coppe | Altre coppe | Altre coppe | Altre coppe | Altre coppe | Totale | Totale | Totale | Totale | % Vittorie | Piazzamento |
| Stagione            | Squadra         | Comp            | G          | V          | N          | P          | Comp            | G               | V               | N               | P               | Comp               | G                  | V                  | N                  | P                  | Comp        | G           | V           | N           | P           | G      | V      | N      | P      | %          | Piazzamento |
| ------------------- | --------------- | --------------- | ---------- | ---------- | ---------- | ---------- | --------------- | --------------- | --------------- | --------------- | --------------- | ------------------ | ------------------ | ------------------ | ------------------ | ------------------ | ----------- | ----------- | ----------- | ----------- | ----------- | ------ | ------ | ------ | ------ | ---------- | ----------- |
| giu.-nov. 2022      | QPR             | FLC             | 21         | 9          | 4          | 8          | FACup+CdL       | 0+1             | 0               | 0+1             | 0               | -                  | -                  | -                  | -                  | -                  | -           | -           | -           | -           | -           | 22     | 9      | 5      | 8      | 40,91      | 7º          |
| nov. 2022-2023      | Rangers         | SP              | 23         | 19         | 2          | 2          | SC+CdL          | 4+2             | 3+1             | 0               | 1+1             |                    | -                  | -                  | -                  | -                  | -           | -           | -           | -           | -           | 29     | 23     | 2      | 4      | 79,31      | Sub., 2º    |
| lug.-ott. 2023      | Rangers         | SP              | 7          | 4          | 0          | 3          | SC+CdL          | 0+2             | 0+2             | 0               | 0               | UCL+UEL            | 4+1                | 1+1                | 2+0                | 1+0                | -           | -           | -           | -           | -           | 14     | 8      | 2      | 4      | 57,14      | Eson.       |
| Totale Rangers      | Totale Rangers  | Totale Rangers  | 30         | 23         | 2          | 5          |                 | 8               | 6               | 0               | 2               |                    | 5                  | 2                  | 2                  | 1                  |             | -           | -           | -           | -           | 43     | 31     | 4      | 8      | 72,09      |             |
| dic. 2023-feb. 2024 | Sunderland      | FLC             | 11         | 4          | 2          | 5          | FACup+CdL       | 1+0             | 0+0             | 0+0             | 1+0             | -                  | -                  | -                  | -                  | -                  | -           | -           | -           | -           | -           | 12     | 4      | 2      | 6      | 33,33      | Sub., Eson. |
| Totale carriera     | Totale carriera | Totale carriera | 62         | 36         | 6          | 14         |                 | 10              | 6               | 1               | 3               |                    | 5                  | 2                  | 2                  | 1                  |             | -           | -           | -           | -           | 77     | 44     | 11     | 22     | 57,14      |             |